# Смитсон, Роберт
Роберт Смитсон (англ. Robert Smithson; 2 января 1938 — 20 июля 1973) — американский художник, знаменитый преимущественно своими работами в области лэнд-арта и паблик-арта.

## Биография
Родился в Пассейике, Нью-Джерси, образование получил в Художественной студенческой лиге Нью-Йорка. На начальных порах Смитсон работал с графикой, создавая коллажи в стиле научной фантастики или поп-арта. После продолжительного перерыва он становится сторонником минимализма и знакомится с такими его деятелями, как Роберт Моррис, Сол Ле Витт, Нэнси Холт. С последней он сочетался браком в 1963 году.
Смитсон проявлял интерес к идее энтропии и кристаллическим структурам.
В 1968 году он написал эссе A Sedimentation of the Mind: Earth Projects (с англ. — «Выпадение разума в осадок: Земляные проекты»), которое стало мощным толчком к развитию лэнд-арта как вида искусства. Примерно с этого времени он начинает заниматься сооружением ландшафтных структур и произведений.
Погиб 20 июля 1973 года в авиакатастрофе над Техасом во время создания своей очередной грандиозной инсталляции «Скат Амарилло».

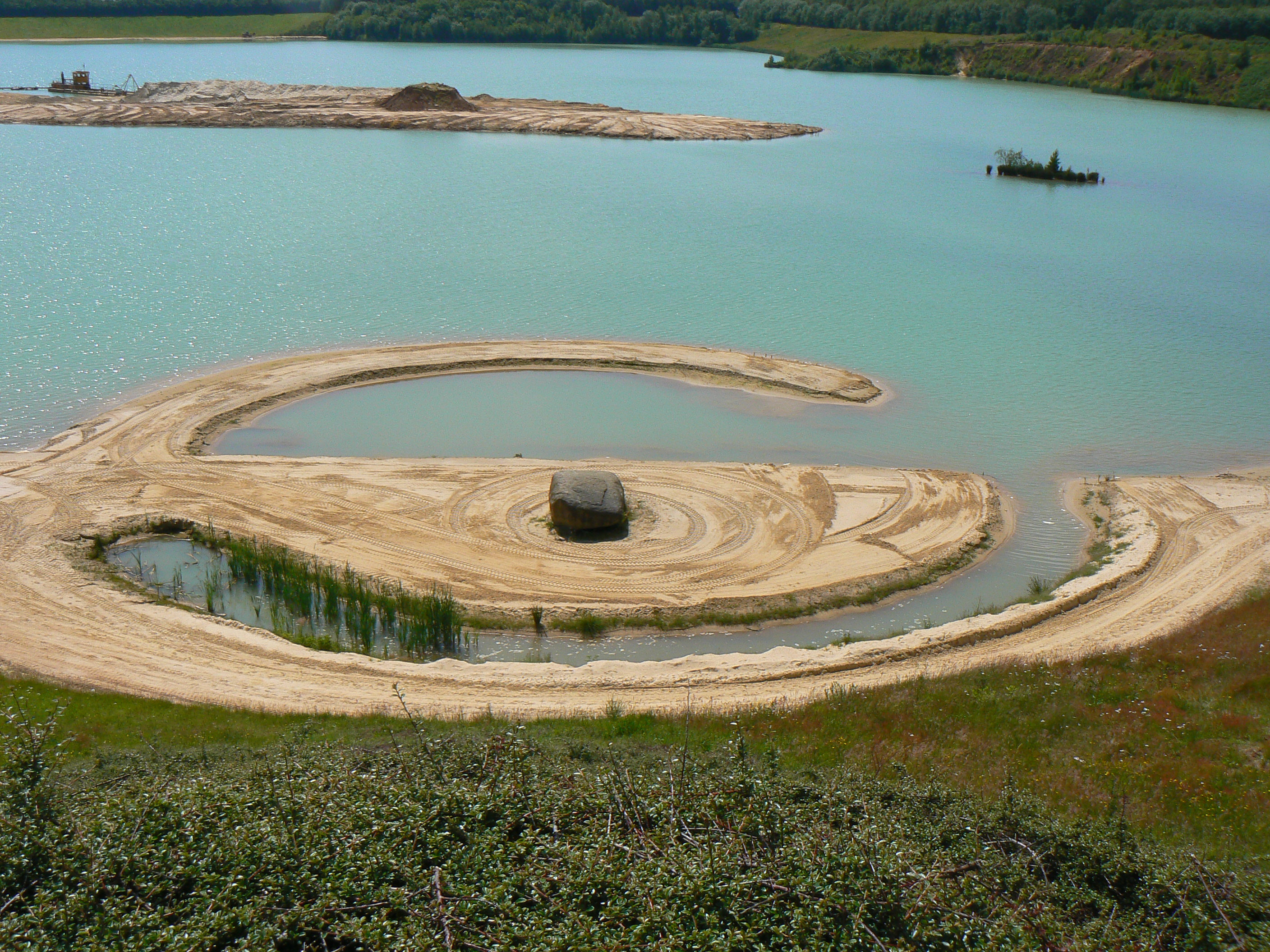
Разорванный круг, Эммен, Нидерланды
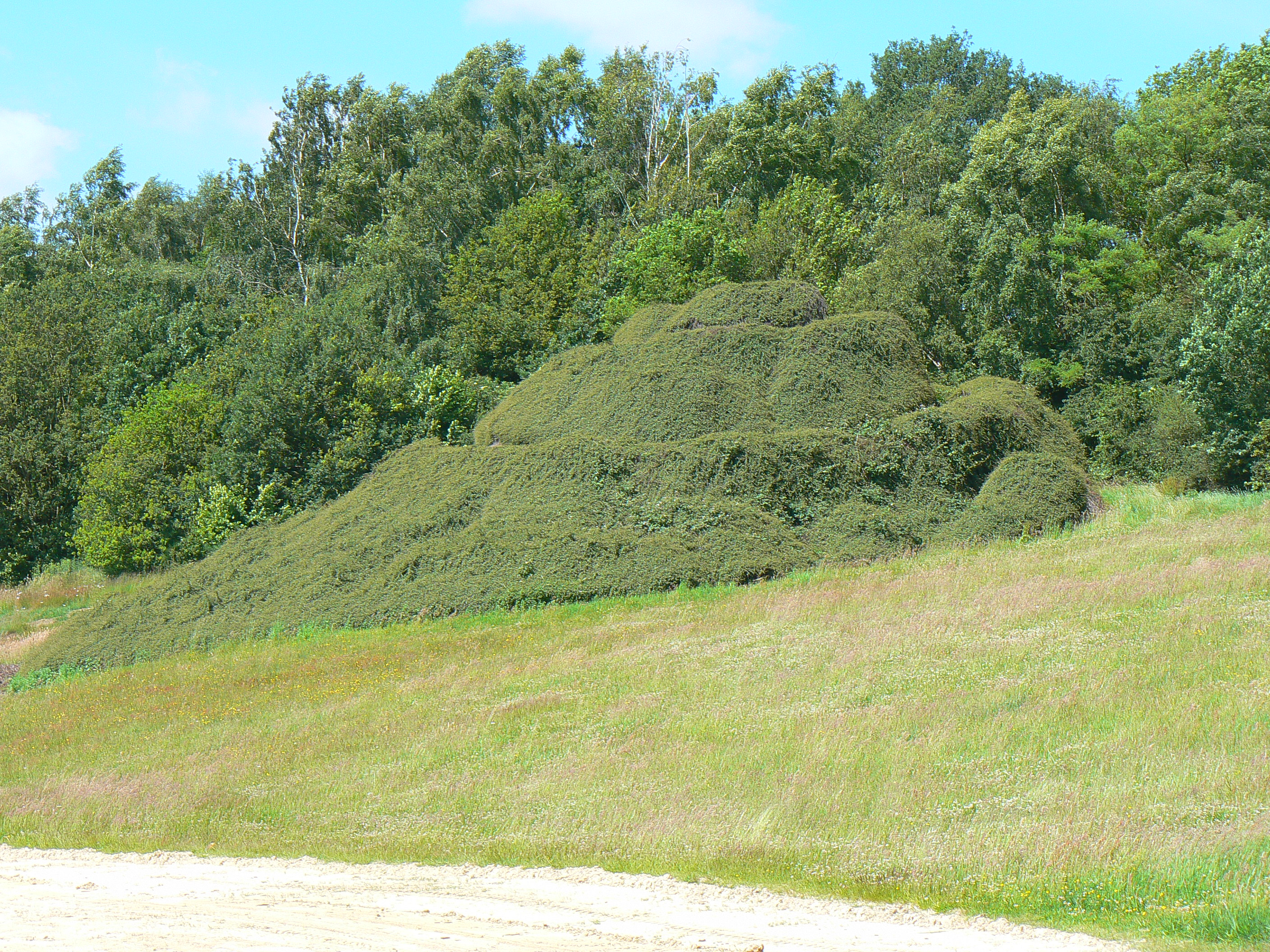
Спиральный холм, Эммен, Нидерланды
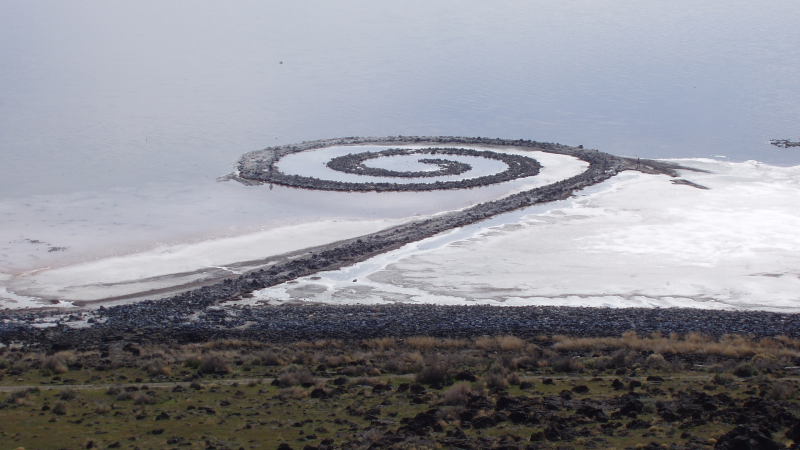
Спиральная дамба, Юта, США

## В кино
- «Бросая взгляд» (Casting a Glance, 2007), реж. Джеймс Беннинг[англ.]. (Показана «Спиральная дамба» Смитсона.)
- Troublemakers (англ.)